# Estádio Petrovsky
O Estádio Petrovsky (Стадион «Петровский») é um complexo desportivo localizado em São Petersburgo, Rússia. É a casa do FC Zenit.